# بنفشه آفریقایی (گونه)
بنفشه آفریقایی  (نام علمی: Streptocarpus ionanthus) نام مترادف (Saintpaulia ionantha) یک گونه از سرده استرپتوکارپوس است.

### گونه‌های بنفشه آفریقایی (Saintpaulia Species)
بنفشه آفریقایی (Saintpaulia) در گذشته به عنوان یک سرده مستقل در تیره جسنریان (Gesneriaceae) شناخته می‌شد، اما امروزه این گیاهان به سرده Streptocarpus تعلق دارند. با این حال، همچنان بسیاری از علاقه‌مندان و پرورش‌دهندگان آن را با نام سنتی خود، یعنی بنفشه آفریقایی، می‌شناسند.

#### گونه‌های شناخته شده
۱. Saintpaulia ionantha
- رایج‌ترین گونه‌ای که پایه تولید بسیاری از واریته‌های هیبرید امروزی است.
- دارای برگ‌های مخملی و گل‌هایی به رنگ‌های مختلف.

۲. Saintpaulia goetzeana
- بومی مناطق کوهستانی تانزانیا.
- دارای برگ‌های کوچک‌تر و گل‌هایی که عمدتاً به رنگ سفید دیده می‌شوند.

۳. Saintpaulia confusa
- گونه‌ای کمیاب با برگ‌های گرد و گل‌هایی با رنگ بنفش متمایل به آبی.

۴. Saintpaulia pusilla
- یکی از گونه‌های کوچک بنفشه آفریقایی که برگ‌های ریزتری دارد.

۵. Saintpaulia shumensis
- به دلیل رشد آهسته و حساسیت بالا، کمتر در محیط‌های خانگی پرورش داده می‌شود.

گونه‌های ذکر شده تنها بخشی از انواع بنفشه آفریقایی هستند و بسیاری از آن‌ها امروزه در قالب واریته‌های اصلاح‌شده و هیبریدی پرورش داده می‌شوند.